# Супириор (Монтана)
Супириор (енгл. Superior) град је у америчкој савезној држави Монтана.

## Демографија
По попису из 2010. године број становника је 812, што је 81 (-9,1%) становника мање него 2000. године.
| Група             | 2000.       | 2010.       |
| Белци             | 822 (92,0%) | 747 (92,0%) |
| Афроамериканци    | 1 (0,1%)    | 6 (0,7%)    |
| Азијати           | 7 (0,8%)    | 13 (1,6%)   |
| Хиспаноамериканци | 17 (1,9%)   | 19 (2,3%)   |
| Укупно            | 893         | 812         |